# Mam'zelle fait ses dents
Mam'zelle fait ses dents est une comédie en un acte mêlée de couplets d'Eugène Labiche, représentée pour la première fois à Paris au Théâtre du Palais-Royal le 9 avril 1851.
Collaborateur Marc-Michel.
Éditions Beck

## Distribution
| Acteurs et actrices ayant créé les rôles |                   |
| Personnage                               | Acteur ou actrice |
| Chatchignon, rentier, 45 ans             | Amant             |
| Turpin, frère, ami de Chatchignon        | Grassot           |
| Mme Chatchignon, 40 ans                  | Mme Thierret      |
| Louise, sa fille, 6 ans                  | Céline Montaland  |
| Gudule, servante belge                   | Mme Dupuis        |